# Генчев, Диян
Диян Генчев (болг. Диан Тодоров Генчев; род. 8 февраля 1975, Варна, Болгария) — болгарский футболист, игравший на позиции полузащитника.

## Карьера
Воспитанник футбольной школы «Спартак» (Варна). Играл за болгарские команды «Автотрейд» Аксаково (в сезоне 1994/95), «Спартак» Варна (1995/96—1997/98), «Локомотив» София (1998/99—2001/02), «Черно море» Варна (2003/04—2006/07), «Берое» Стара-Загора (2007/08—2011/12), «Несебыр» (2011/12). Выступал также в Греции («Каламата», 2002/03) и Казахстане («Астана», 2007, с июля).
В клубных турнирах УЕФА провёл 11 матчей, забил 2 гола (в Кубке Интертото 1996 — 3 матча, 2 гола, в Кубке Интертото 1997 — 4 матча, в квалификации Лиги чемпионов 2007/08 — 3 матча, в квалификации Лиги Европы 2010/11 — 1 матч).
Сыграл 1 матч за сборную Болгарии: 26 июля 2000 года в товарищеской игре против Азербайджана, состоявшейся в Варне, вышел на замену на 62-й минуте.
После завершения игровой карьеры являлся директором ДЮСШ «Спартак-1918» (Варна), по состоянию на 2022 год — тренер в академии «Олимпик» в Варне.